# Aurore Fleury
Pour les articles homonymes, voir Fleury.
Aurore Fleury, née le 4 décembre 1993 à Bar-le-Duc, est une athlète française.

## Carrière
Elle commence sa carrière en 2007 à l’âge de 14 ans. Elle est aujourd’hui licenciée au NAM (Nancy Athlétisme Métropole) et ce depuis 2018.
Elle remporte la médaille de bronze du relais mixte des Championnats d'Europe de cross-country 2019 à Lisbonne pour sa première sélection en équipe de France.
Elle est ensuite médaillée d'argent du relais mixte aux Championnats d'Europe de cross-country 2021 à Dublin.

## Palmarès

### International
| Date | Compétition                    | Lieu     | Résultat | Épreuve      | Performance |
| ---- | ------------------------------ | -------- | -------- | ------------ | ----------- |
| 2019 | Championnats d'Europe de cross | Lisbonne | 3e       | Relais mixte | 18 min 5 s  |
| 2021 | Championnats d'Europe de cross | Dublin   | 2e       | Relais mixte | 18 min 5 s  |

### National
| Date | Compétition                     | Lieu       | Résultat | Épreuve      | Performance |
| ---- | ------------------------------- | ---------- | -------- | ------------ | ----------- |
| 2021 | Championnat de France           | Anger      | 1er      | 1500m        | 4'11''39    |
| 2022 | Championnats de France en salle | Miramas    | 1er      | 1500m        | 4'17''15    |
| 2024 | Championnats de France de cross | Montpelier | 2e       | Relais mixte |             |

## Records
| Épreuve            | Performance  | Lieu           | Date            |
| ------------------ | ------------ | -------------- | --------------- |
| 800 m              | 2 min 3 s 66 | Troyes         | 12 juin 2021    |
| 800 m (en salle)   | 2 min 8 s 68 | Metz           | 6 février 2021  |
| 1 000 m            | 2 min 41 s 2 | Neuves-Maisons | 16 mai 2021     |
| 1 500 m            | 4 min 3 s 35 | Monaco         | 9 juillet 2021  |
| 1 500 m (en salle) | 4 min 7 s 09 | Karlsruhe      | 28 janvier 2022 |